# Polyglotte
Polyglotte ist ein Werk, das den gleichen Inhalt in mehreren Sprachen enthält. Diese Bezeichnung wird vor allem für mehrsprachige Bibelausgaben gebraucht, in denen für die Textkritik mehrere Bibelübersetzungen zusammengestellt und in parallelen Spalten abgedruckt wurden.
Berühmte Polyglotte sind unter anderem:
- Die Complutensische Polyglotte (1514–1517) (Hebräisch, Griechisch, Aramäisch und Latein)
- Die Antwerpener Polyglotte (1568–1572) (neben der Complutensischen Polyglotte eine syrische Übersetzung)
- Die Pariser Polyglotte (1629–1645) (zusätzlich einige samaritanische und arabische Texte)
- Die Londoner Polyglotte (1655–1657) (zusätzlich arabische und persische Bibelübersetzungen)